# Marcel Winkler
Marcel Sylvia Winkler (* 29. Oktober 1970 in Johannesburg) ist eine ehemalige südafrikanische Leichtathletin, die sich auf den Sprint spezialisiert hat. Ihren größten Erfolg feierte sie mit dem Afrikameistertitel in der 4-mal-100-Meter-Staffel bei den Afrikameisterschaften im Jahr 1992 auf Mauritius.

## Sportliche Laufbahn
Erste internationale Erfahrungen sammelte Marcel Winkler vermutlich im Jahr 1992, als sie bei den Afrikameisterschaften in Belle Vue Maurel in 11,31 s die Silbermedaille im 100-Meter-Lauf hinter ihrer Landsfrau Elinda Vorster gewann und sich auch über 200 Meter in 23,60 s die Silbermedaille hinter Vorster sicherte. Zudem siegte sie mit der südafrikanischen 4-mal-100-Meter-Staffel in 44,53 s gemeinsam mit Yolanda Steyn, Karen Botha und Elinda Vorster. Zudem sicherte sie sich  mit der 4-mal-400-Meter-Staffel in 3:36,19 min gemeinsam mit Madele Naude, Lana Uys und Myrtle Bothma die Silbermedaille hinter dem nigerianischen Team. Anschließend nahm sie an den Olympischen Sommerspielen in Barcelona teil und schied dort mit 12,01 s in der ersten Runde über 100 Meter aus und verzichtete auf ein Antreten im 200-Meter-Lauf. Im Jahr darauf startete sie im 60-Meter-Lauf bei den Hallenweltmeisterschaften in Toronto und schied dort mit 7,46 s im Vorlauf aus. 1996 bestritt sie ihren letzten offiziellen Wettkampf und beendete daraufhin ihre aktive sportliche Karriere im Alter von 25 Jahren.

## Persönliche Bestleistungen
- 100 Meter: 11,16 s (+1,4 m/s), 20. April 1990 in Germiston
  - 60 Meter (Halle): 7,46 s, 12. März 1993 in Toronto
- 200 Meter: 22,80 s (+0,7 m/s), 29. April 1989 in Pretoria